# Мерседиз (Тексас)
Мерседиз (енгл. Mercedes) град је у америчкој савезној држави Тексас. По попису становништва из 2010. у њему је живело 15.570 становника.

## Демографија
Према попису становништва из 2010. у граду је живело 15.570 становника, што је 1.921 (14,1%) становника више него 2000. године.
| Група             | 2000.          | 2010.          |
| Белци             | 1.328 (9,7%)   | 1.205 (7,7%)   |
| Афроамериканци    | 49 (0,4%)      | 37 (0,2%)      |
| Азијати           | 9 (0,1%)       | 8 (0,1%)       |
| Хиспаноамериканци | 12.286 (90,0%) | 14.302 (91,9%) |
| Укупно            | 13.649         | 15.570         |